# لودویگ گورانسون
لودویگ یورانسون (سوئدی: Ludwig Göransson؛ ‏سوئدی: [ˈlɵ̌dːvɪɡ ˈjœ̂ːranˌsɔn]) متولد ۱ سپتامبر ۱۹۸۴ یک آهنگساز، کارگردان و سازنده سوئدی است. او برای کار خود در فیلم پلنگ سیاه در ژانر ابرقهرمان، جایزه گرمی را برای بهترین موسیقی متن فیلم نمایی برای رسانه‌های ویژوال و جایزه اسکار برای بهترین امتیاز اصلی و همچنین نامزدی برای جایزه گلدن گلوب برای بهترین جایزه به دست آورد. یورانسون برای کارهای خود را در سریال‌های تلویزیون آمریکا نظیر مطب دام‌پزشکی، جامعه، هپی اندینگ، پایان خوش، دختر جدید و مندلورین شناخته شده‌است.
یورانسون در لینشوپینگ، سوئد متولد شده و بزرگ شده‌است. او یک خواهر به نام جسیکا دارد. او در سن نوجوانی درس موسیقی را شروع کرد و از کالج سلطنتی موسیقی در استکهلم فارغ‌التحصیل شد. در سال ۲۰۰۷ او به لس آنجلس نقل مکان کرد تا در دانشگاه کالج جنوبی کالیفرنیا برای برنامه فیلمسازی و تلویزیونی تحصیل کند. او در ایالات متحده آمریکا بود که لودویگ با رایان کوگلر ملاقات کرد. او موسیقی فیلم انگاشته به کارگردانی کریستوفر نولان را هم می‌نوازد.
موسیقی فیلم‌های TENET و اوپنهایمر به کارگردانی کریستوفر نولان اثر اوست.